# Val de Lantosque
vers 1245 – 1388
Entités précédentes :
- Saint-Empire romain germanique >  Comté de Provence :
- baillie d’Outre-Siagne
- Comté de Vintimille

Entités suivantes :
- États de Savoie :
- Terres neuves de Provence

Le val de Lantosque est une viguerie rattachée au comté de Nice en 1388, lors de la dédition de Nice à la Savoie. Elle porte également le nom de viguerie de Vintimille, bien que la ville éponyme ne soit pas incluse dans le fief.
La première mention historique de Lantosque date du XIIe siècle où elle semble être dirigée par des chevaliers de Lantosque autour d’un château qui domine la vallée de la Vésubie. Elle est issue en partie du démembrement de la vaste baillie d’Outre-Siagne vers 1245, qui fut réduit approximativement aux limites de l'actuel arrondissement de Grasse,. 
Devant la poussée de Gênes, le 23 février 1258, le comte de Vintimille Guillaume (VI), dit Guillaumin, cède ses droits à la Provence sur le comté, puis le 23 mars, c'est au tour de son cousin Boniface. Charles d'Anjou récupère ainsi Sospel, Breil, Castellar, Saorge et le val de Lantosque. Néanmoins les territoires en amont de la Roya, contrôlés par les frères Pierre Balbs et Guillaume-Pierre Ier de Vintimille, restent indépendants pour former le comté de Tende.
Cette viguerie, du fait de sa situation sur la route du sel, permet d’approvisionner le Piémont et la Savoie.